# Natuurkundig Genootschap Wessel Knoops

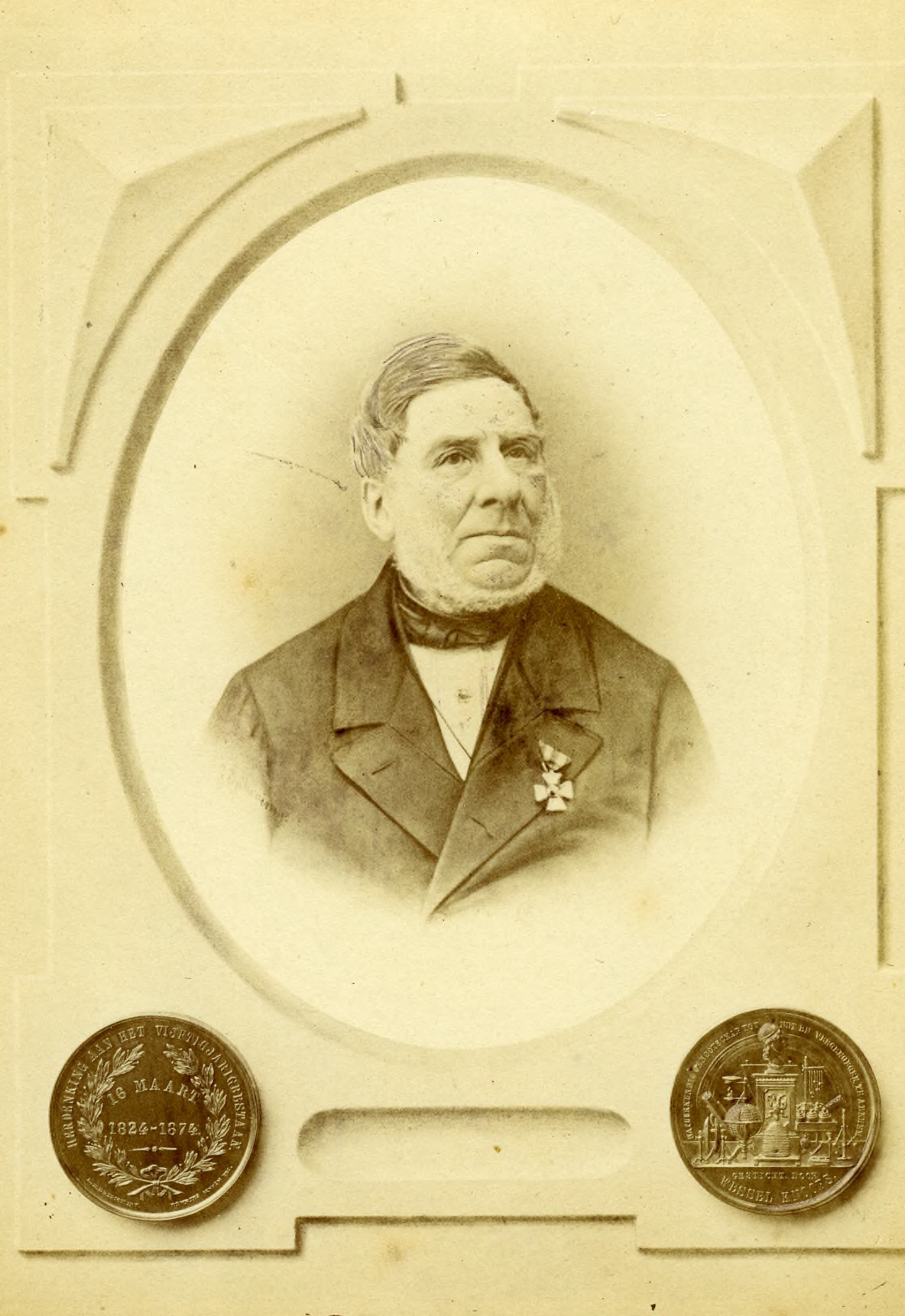
Wessel Knoops in 1874, gedecoreerd met medaille vanwege het 50-jarig bestaan van het natuurkundig genootschap, en een speciaal voor deze gelegenheid ontworpen penning.

Het Natuurkundig Genootschap Wessel Knoops is een wetenschappelijk genootschap, gevestigd in Arnhem. De doelstelling is 'het bevorderen van de beoefening en de verspreiding van de kennis der natuurwetenschappen'. Dit wordt tegenwoordig gedaan door achtmaal per jaar een lezing te organiseren, met een natuurwetenschappelijk onderwerp.

## Geschiedenis
In de late 18e en vroege 19e eeuw ontstonden in veel plaatsen in de Republiek der Nederlanden en de Bataafse Republiek, beïnvloed door de Verlichting, wetenschappelijke genootschappen naar voorbeeld van Londen en Parijs. Veelal werd deze ontwikkeling uit patriottische overwegingen gestimuleerd door de plaatselijke overheden. Dergelijke genootschappen organiseerden lezingen, schreven prijsvragen uit en publiceerde wetenschappelijke verhandelingen. Ook werden bibliotheken aangelegd en verzamelingen van wetenschappelijke instrumenten. Aanvankelijk werden mensen uit de welgestelde klasse tot dergelijke genootschappen aangetrokken, maar later breidde de clientèle zich ook uit tot de middenklasse. Zo werd in 1752 als een van de eersten in Haarlem de Hollandsche Maatschappij der Wetenschappen opgericht; spoedig volgden veel andere steden.
Het genootschap dat thans de naam 'Wessel Knoops' draagt, werd op 16 maart 1824 in Arnhem opgericht door de apotheker Wessel Knoops (22 augustus 1800 - 23 december 1879), als afsplitsing van het genootschap Prodesse Conamur, dat heden ten dage nog steeds bestaat als Arnhems historisch genootschap. Wessel Knoops, opgegroeid in Arnhem, had in Zutphen stage gelopen in de opleiding tot apotheker. Daar was hij lid geweest van de in 1796 opgerichte vriendenkring 'Nut is ons doel'. Nadat hij de bevoegdheid had verkregen dat vak van apotheker uit te oefenen, keerde hij terug naar Arnhem, waar hij de apotheek van zijn vader overnam. Twee jaar later, in 1824, richtte hij daar, samen met dr. L. van der Velde[n], M. Verbeek en J.P. Bronsveld, de vriendenkring "Tot Nut en Vergenoegen" op, dat aanvankelijk ging vergaderen in het oude Sint Catharinaegasthuis aan de Beekstraat. Dat jaar werden ook 'de Wetten van het Genootschap' opgesteld, waarin nauwkeurig wordt vastgelegd hoe men wordt geacht te werken, maar tevens is vastgelegd dat er boetes worden geheven bij afwezigheid zonder geldige reden. Er wordt onder andere vastgelegd dat er lezingen zullen worden gehouden over elk onderwerp, waarbij 'noch de godsdienst, noch den Staat, noch de goede zeden gekwetst mogen worden'. Ook werden gemeenschappelijk wetenschappelijke artikelen en boeken gelezen en bediscussieerd.
Nieuwe leden werden aangenomen per ballotage. Aanvankelijk kwamen de leden elke twee weken bijeen; later werd dat maandelijks. De collectie natuurkundige apparatuur van Prodesse Conamur kon overgenomen worden.
De jaren die volgden, groeide het genootschap gestaag. Omdat men het nuttig achtte wetenschappelijk onderwijs te geven 'aan het opkomende geslacht', werd in 1836 op initiatief van Wessel Knoops besloten bij hem thuis een cursus te gaan geven. Hij paste zijn apotheek daartoe speciaal aan bij een verbouwing. Deze cursussen werden een groot succes. Er werd zelfs een schoolboek uitgegeven, en in 1843 begon men de uitgave van een tijdschrift: 'Natuurkunde'. Dit tijdschrift is verschenen tot 1857. In datzelfde jaar hielden ook de cursussen voor jongelingen op, omdat het vak 'kennis der natuur' deel werd van het lespakket op de lagere scholen.
De veelheid aan activiteiten leidde onherroepelijk tot ruimtegebrek. In 1845 werd daarom besloten een pand op Wezenstraat 4 aan te kopen, dat voordien had toebehoord aan het nabijgelegen burgerweeshuis. In 1849 verhuisde het natuurkundig instrumentarium, dat zich nog op de Beekstraat bevond, ook naar dit pand, dat inmiddels de naam 'Physica' had gekregen. Al snel bleek ook dit pand weer te klein, en het moest verbouwd worden om meer ruimte te bieden.
In 1852 werd gestart met wekelijkse 'volksvoorlezingen', die gratis te bezoeken waren 'voor de werkende stand, handwerkslieden en kleine luiden'. Ook deze lezingen, die bij toerbeurt werden gehouden door een van de leden, waren een groot succes; in de jaren 1860 trok een gemiddelde lezing 250 bezoekers.

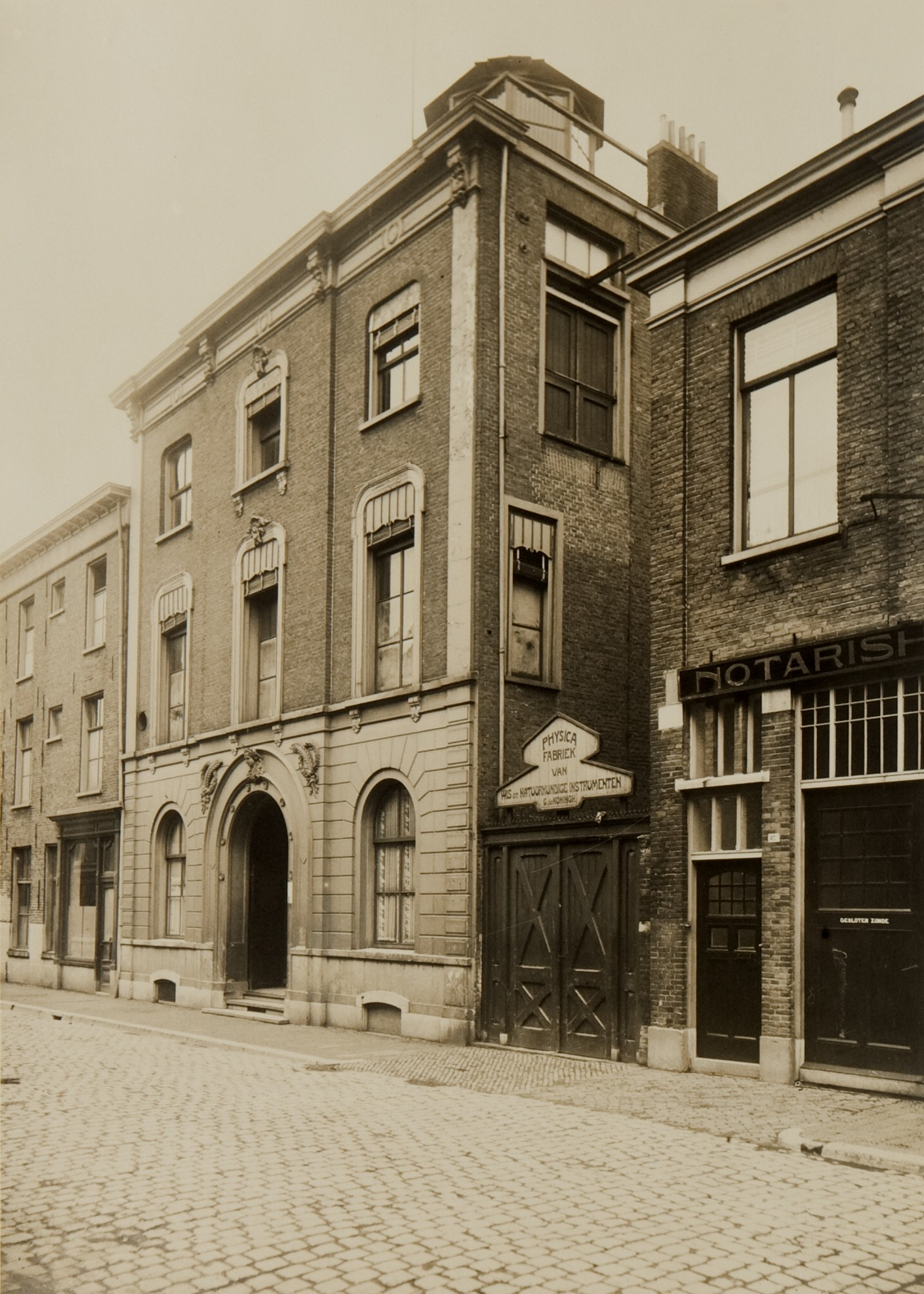
Voormalig pand 'Physica' aan de Weerdjesstraat 82 te Arnhem. Het torentje op het dak is nog net zichtbaar.

Uiteindelijk groeide vanwege al deze activiteiten ook het gebouw aan de Wezenstraat uit zijn jasje. Er werd in opdracht van het genootschap aan de Weerdjesstraat een nieuw pand gebouwd, waarvan de eerste steen in 1865 werd gelegd. Het gebouw, 11 meter breed, 30 meter diep en vier etages tellend met bovenop een klein torentje waar allerlei meetkundige proeven konden worden gedaan, werd ontworpen door architect (en later architect des konings) Lucas Hermanus Eberson, de pleegzoon van Wessel Knoops. Dit pand kreeg eveneens de naam 'Physica', en bood ook onderdak voor het zo door het genootschap gewenste museum, waaraan Wessel Knoops vele kostbare instrumenten geschonken had.
Op 23 december 1879 overleed Wessel Knoops, die tot aan zijn dood gedurende 56 jaar de bezielende en inspirerende kracht was geweest achter het genootschap. Hij is nooit voorzitter geweest, maar wel was hij penningmeester en instrumentarius. Tijdens de eerste algemene ledenvergadering na zijn overlijden, op 8 januari 1880, werd het genootschap hernoemd, en sindsdien draagt het de naam van de oprichter.
In datzelfde jaar hield prof. dr. H.A. Lorentz, leerling van twee achtereenvolgende voorzitters van het genootschap (de onderwijzer G.L. Timmer en HBS-directeur dr. H.C. van de Stadt), voor het genootschap een lezing getiteld 'Het wezen der electriciteit'. Hij zette hierin zijn theorie uiteen die hem in 1902 de (gedeelde) Nobelprijs voor Natuurkunde zou opleveren.
In het laatste decennium van de 19e eeuw ontstonden toenemend financiële problemen. Meerdere malen werd het genootschap gered door giften van een anoniem gebleven geldschieter, maar desondanks dreigde rond het 75-jarig bestaan een faillissement. In 1903 zag men geen andere optie dan de verkoop van het pand. Het ging over in handen van de firma Konings, bekend om de fabricage van meetinstrumenten. Museum en bibliotheek werden aan de gemeente Arnhem in bruikleen afgestaan; veel instrumenten werden noodgedwongen verkocht en deels ondergebracht in Arnhemse scholen. Vergaderingen werden vervolgens gehouden in het logegebouw aan de Rijnstraat.
De periode rond de Eerste Wereldoorlog en de daaropvolgende crisisjaren werden door het genootschap met moeite doorstaan. Desondanks werd het honderdjarig bestaan in 1924 groots gevierd in het Musis Sacrum, met opnieuw een lezing van prof. Lorentz, ditmaal getiteld 'Oude en nieuwe natuurkunde', over de voortplanting van licht, interferentie en de samenhang van deze verschijnselen met straling zoals röntgenstraling en langgolvige radiostraling. Het genootschap wist ook de zware periode van de Tweede Wereldoorlog te doorstaan, en terwijl het Nijmeegse zustergenootschap in 1971 moest stoppen wegens gebrek aan belangstelling en leden, wordt het bestaan van het Natuurkundig genootschap Wessel Knoops sindsdien gekenmerkt door een vrij grote stabiliteit: het aantal leden schommelde tussen de 150 en 250, en er werden elk jaar 8 lezingen georganiseerd. Langere tijd heeft er een samenwerking plaatsgevonden tussen het genootschap en de plaatselijke afdeling van de Nederlandse Vereniging voor Weer- en Sterrenkunde (NVWS), waarbij jaarlijks een lezing van Wessel Knoops opengesteld werd voor leden van de NVWS en andersom.
Het genootschap heeft nooit meer een eigen gebouw gehad, en is op meerdere locaties bijeengekomen. Een groot deel van de 20e eeuw werd vergaderd in zalencentrum de Coehoorn, waarna enkele jaren werd vergaderd in het nabijgelegen Hotel Haarhuis aan het Stationsplein om in 2022 weer enige tijd terug te keren naar de Coehoorn. Met ingang van het seizoen 2024-2025 vergadert het genootschap in Arnhems Buiten, waar voorheen de KEMA gevestigd was.